# 崔圭夏
崔 圭夏（チェ・ギュハ、日本語読み：さい けいか、1919年7月16日 - 2006年10月22日）は、大韓民国の政治家。第10代大統領。本貫は、江陵崔氏。号は「玄石」（ヒョンソク、현석）。字は「瑞玉」（ソオク、서옥）。日本統治時代に使用した日本名は梅原 圭一（うめはら けいいち）。大統領の地位をクーデターによる辞任で失い、韓国の歴代大統領の中で在任期間は最も短い。 本人・親族ともに存命中の難を逃れた唯一の大統領経験者（ただし前述の通り、大統領の地位自体はクーデターによる辞任という不名誉な結果で失っているので韓国歴代大統領は在職中か退任後には全員悲惨な運命をたどったと記載された文献も多数ある）である。

## 人物
江原道原州郡原州面鳳山里（現・江原特別自治道原州市鳳山洞）の生まれ。両班で祖父は成均館学者。1937年に旧京城第一高等普通学校を、1941年に東京高等師範学校文科第三部（英語・英文学）を卒業。一時教職に就く（大邱公立中学校教諭）が、満州国に渡り大同学院に入学。1943年に卒業し、1945年に京城師範大学教授になったが、46年より33年間官吏を務めた。独立後は農林部糧政課長を振り出しに外務部通商局長、外務次官、外相を歴任。1971年に外交担当特別補佐官に就任し、1975年に金鍾泌の後任の国務総理（首相）。1979年10月26日に朴正煕が暗殺されると大統領権限代行となり、金鍾泌に次期大統領を依頼したが本人に固辞されたため12月6日に大統領に就任し約8ヶ月間在任した。
就任時には早期の改憲と民主化を約したものの、戒厳令下で軍をほとんど把握できていなかったことから殆どイニシアチブを発揮できず、全斗煥の粛軍クーデターを追認せざるを得なかった。時代の中で翻弄され、自らの意思とは関係なく大統領職に就き、自らの意思に関係なく辞任したと捉える立場の人からは「非運の大統領」と呼ばれた。しかし、全斗煥ら新軍部の再三の説得に対しても「国防長官の裁可がなければ鄭昇和陸軍参謀総長の逮捕を認可することはできない」と頑として譲らず、クーデターの成功後に裁可を求められた際にも書類に日付と時間を記入し、あくまで事後裁可であることを記録するなど、最低限の抵抗も見せている。
また、短い大統領在任中にサウジアラビア、クウェートへの訪問も実現している。なお、中東歴訪から帰国した直後に新軍部の戒厳令拡大措置を追認し、光州事件が発生している。その後、軍部と情報機関を掌握し、国会まで無力化させた全斗煥将軍が結成した国保委が超法的権力を行使したことで、崔の権威は完全に失われ、これによって大統領職にこれ以上未練を持たなくなった。 結局、1980年8月16日、対国民声明を通じて電撃的に下野することを発表するに至っている。
歴代の大統領の中では、在任期間が短かったこともあり、影の薄い人物といわれているが、寝たきりになった洪基夫人の介護に尽力するなど、人間性の面で再評価されていた。
官僚時代から誠実・謙譲な態度で円満な対人関係を維持、特に私生活においては質素さを堅持し、大統領退任後もたびたび話題になった。ただし、後年には国会の光州事件特別委員会の出席要求や任意同行命令などを拒否したため、国会侮辱罪などで刑事告発された。
2006年10月22日、急性心不全のためソウル特別市で死去した。87歳没。

## 来歴
- 1919年7月16日 - 江原道原州にて出生
- 1937年 - 京城第一公立高等普通学校卒業
- 1941年3月 - 東京高等師範学校文科第三部卒業
- 1943年 - 満州国・大同学院政治行政学科卒業
- 1945年 - 京城師範大学教授
- 1946年 - 中央食料行政処企画課課長
- 1951-67年 - 外務部通商局長、駐日韓国代表部公使、外務部次官
- 1967-71年 - 第4代外務部長官
- 1971-75年 - 大統領外交担当特別補佐官
- 1975年12月-76年3月 - 首相代行
- 1976年3月-79年12月 - 第12代首相
- 1979年12月6日-80年8月16日 - 第10代大統領
- 1980年5月31日-8月16日 - 国保委代表委員長
- 1981-88年 - 国政諮問会議議長
- 1991-93年 - 民族史是正国民会議議長
- 2006年10月22日 - 逝去